# Давенпорт (Небраска)
Давенпорт (англ. Davenport) — селище (англ. village) в США, в окрузі Теєр штату Небраска. Населення — 319 осіб (2020).

## Географія
Давенпорт розташований за координатами 40°18′44″ пн. ш. 97°48′41″ зх. д. / 40.31222° пн. ш. 97.81139° зх. д. (40.312312, -97.811514).  За даними Бюро перепису населення США в 2010 році селище мало площу 1,69 км², уся площа — суходіл.

## Демографія
Згідно з переписом 2010 року, у селищі мешкали 294 особи в 141 домогосподарстві у складі 83 родин. Густота населення становила 174 особи/км².  Було 175 помешкань (104/км²).
Расовий склад населення:
| - 96,3 % — білих - 1,4 % — осіб інших рас |

До двох чи більше рас належало 2,4 %. Частка іспаномовних становила 2,4 % від усіх жителів.
За віковим діапазоном населення розподілялося таким чином: 20,7 % — особи молодші 18 років, 47,0 % — особи у віці 18—64 років, 32,3 % — особи у віці 65 років та старші. Медіана віку мешканця становила 53,0 року. На 100 осіб жіночої статі у селищі припадало 86,1 чоловіків;  на 100 жінок у віці від 18 років та старших — 86,4 чоловіків також старших 18 років.
Середній дохід на одне домашнє господарство  становив 51 290 доларів США (медіана — 43 125), а середній дохід на одну сім'ю — 57 496 доларів (медіана — 48 125). За межею бідності перебувало 15,6 % осіб, у тому числі 33,3 % дітей у віці до 18 років та 4,9 % осіб у віці 65 років та старших.
Цивільне працевлаштоване населення становило 114 особи. Основні галузі зайнятості: сільське господарство, лісництво, риболовля — 19,3 %, освіта, охорона здоров'я та соціальна допомога — 13,2 %, роздрібна торгівля — 12,3 %.